# Рожнятівська селищна рада
Рожня́тівська се́лищна ра́да — адміністративно-територіальна одиниця та орган місцевого самоврядування Рожнятівської селищної громади, Івано-Франківської області. Адміністративний центр — селище Рожнятів.

## Загальні відомості
- Територія ради: 171,4 км²
- Населення ради: 20 277 осіб (станом на 2021 рік)[1]
- Територією ради протікає річка Дуба

## Населені пункти
Селищній раді підпорядковані населені пункти:
- селище Рожнятів
- Вербівка
- Верхній Струтинь
- Камінь
- Нижній Струтинь
- Петранка
- Рівня
- Сваричів
- Слобода-Рівнянська
- Топільське

## Склад ради
Рада складається з 26 депутатів та голови.
- Голова ради: Рибчак Василь
- Секретар ради: Михайлишин Тетяна Василівна

### Керівний склад попередніх скликань
| Прізвище, ім'я, по батькові | Основні відомості                                                                    | Дата обрання | Дата звільнення |
| --------------------------- | ------------------------------------------------------------------------------------ | ------------ | --------------- |
| Федоренко Роман Степанович  | Селищний голова, 1966 року народження, член Конгресу Українських Націоналістів       | 26.03.2006   | 01.11.2007      |
| Федоренко Роман Степанович  | Селищний голова, 1966 року народження, член Конгресу Українських Націоналістів       | 26.03.2006   | 01.11.2007      |
| Мацевко Василь Степанович   | Селищний голова, 1965 року народження, освіта вища, член Української Народної Партії | 31.10.2010   |                 |

Примітка: таблиця складена за даними сайту Верховної Ради України

### Депутати
За результатами місцевих виборів 2010 року депутатами ради стали:

#### За суб'єктами висування
| Суб'єкт висування                       | Кількість обраних депутатів | %  |
| --------------------------------------- | --------------------------- | -- |
| Самовисування                           | 17                          | 85 |
| Партія регіонів                         | 2                           | 10 |
| Політична партія «Громадянська позиція» | 1                           | 5  |

#### За округами
| № округу                                | Прізвище, ім'я, по батькові        | Дата визнання обраним | Освіта             | Партійна приналежність                        | Відомості про обраного депутата                                  |
| --------------------------------------- | ---------------------------------- | --------------------- | ------------------ | --------------------------------------------- | ---------------------------------------------------------------- |
| Партія регіонів                         |                                    |                       |                    |                                               |                                                                  |
| 15                                      | Шандерик Олександра Ігорівна       | 05.11.2010            | вища               | член Партії регіонів                          | центральна районн алікарня, юрист                                |
| 19                                      | Приходько Олександр Вікторович     | 05.11.2010            | вища               | член Партії регіонів                          | приватний підприємець                                            |
| Політична партія «Громадянська позиція» |                                    |                       |                    |                                               |                                                                  |
| 10                                      | Долинський Сергій Михайлович       | 05.11.2010            | середня            | член Політичної партії «Громадянська позиція» | приватний підприємець                                            |
| Самовисування                           |                                    |                       |                    |                                               |                                                                  |
| 1                                       | Максимович Сергій Борисович        | 05.11.2010            | вища               | позапартійний                                 | Рожнятів-теплокомуненерго, юрист консультант                     |
| 2                                       | Марків Ярема Богданович            | 05.11.2010            | вища               | позапартійний                                 | приватний підприємець                                            |
| 3                                       | Лоп'янецький Любомир Йосипович     | 05.11.2010            | середня            | позапартійний                                 | пенсіонер                                                        |
| 4                                       | Кузьмук Владлен Іванович           | 05.11.2010            | вища               | позапартійний                                 | тимчасово не працює                                              |
| 5                                       | Хащівський Володимир Олександрович | 05.11.2010            | вища               | позапартійний                                 | Українська страхова група, начальник Рожнятівської агенції в ПАТ |
| 6                                       | Потапенко Наталія Володимирівна    | 05.11.2010            | середня            | позапартійна                                  | Рожнятівське комунальне господарства, старший майстер            |
| 7                                       | Юрчишин Наталія Павлівна           | 05.11.2010            | вища               | позапартійна                                  | ВАТ НАСК «ОРАНТА», начальник Рожнятівського районного відділення |
| 8                                       | Дирів Віталія Степанівна           | 02.01.2011            | вища               | позапартійна                                  | приватний підприємець                                            |
| 9                                       | Кісілюк Борис Степанович           | 05.11.2010            | середня            | позапартійний                                 | приватний підприємець                                            |
| 11                                      | Ягелович Йосип Іванович            | 05.11.2010            | середня            | позапартійний                                 | КРС, майстер                                                     |
| 12                                      | Ковальчук Мирослава Миколаївна     | 05.11.2010            | вища               | позапартійна                                  | рожнятівське УЕГГ, економіст відділу розрахунків по бюджету      |
| 13                                      | Бевзун Ірина Ярославівна           | 05.11.2010            | вища               | позапартійна                                  | адвокат                                                          |
| 14                                      | Парадовський Іван Степанович       | 05.11.2010            | середня спеціальна | позапартійний                                 | районна газета "Новини Підгір"я", фотограф                       |
| 16                                      | Лескович Денис Володимирович       | 05.11.2010            | середня спеціальна | член Політичної партії «Сильна Україна»       | тимчасово не працює                                              |
| 17                                      | Шелест Мирослава Федорівна         | 05.11.2010            | середня            | позапартійна                                  | телеграфіст, укртлеком                                           |
| 18                                      | Шигаєва Оксана Ігорівна            | 05.11.2010            | середня спеціальна | позапартійна                                  | тимчасово не працює                                              |
| 20                                      | Діденко Володимир Орестович        | 02.01.2011            | вища               | позапартійний                                 | приватний підприємець                                            |